# Wolfgang Grobe
Wolfgang Grobe (født 25. juli 1956 i Braunschweig, Vesttyskland) er en tysk tidligere fodboldspiller (forsvarer/midtbane) og senere -træner.
Grobe startede sin karriere hos Eintracht Braunschweig i sin fødeby, hvor han spillede frem til 1982. Han sluttede karrieren med fire sæsoner hos Bayern München, som han vandt både det tyske mesterskab og DFB-Pokalen med to gange.

## Titler
Bundesligaen
- 1985 og 1986 med Bayern München

DFB-Pokal
- 1984 og 1986 med Bayern München